# Andy Cairns
Pour les articles homonymes, voir Cairns (homonymie).
Andrew James Cairns, né le 22 septembre 1965 à Ballyclare en Irlande du Nord, est un membre fondateur, guitariste, chanteur et leader du groupe Therapy?, un groupe de musique punk rock metal formé à Belfast en Irlande du Nord en 1989.

## Les débuts
Après avoir fréquenté Ballyclare High School où il obtient une licence de lettres, Andy commence à travailler dans une usine de fabrique de pneu comme contrôleur qualité. Andy joue dans quelques groupes punk et heavy metal où il tient la basse.
Il rencontre le batteur Fyfe Ewing à un concert de charité. Le contact passe immédiatement entre les deux musiciens et Andy est impressionné par le jeu de batterie de Fyfe. À la fin de la journée de travail d'Andy et après les cours de Fyfe, les deux musiciens se retrouvent régulièrement pour répéter dans la chambre de Fyfe. Ils commencent ensemble à fonder Therapy?. Fyfe présente à Andy un ami de lycée, Michael McKeegan, qui deviendra le bassiste de Therapy?.

## Discographie

### Albums
- Babyteeth (1991) - mini-album
- Pleasure Death (1992) - mini-album
- Caucasian Psychosis (1992) - compilation US des deux mini-albums.
- Nurse (1992)
- Born In A Crash (1993) - mini-album sorti pour l'Europe seulement.
- Hats Off to the Insane (1993) - mini-album sorti pour les US et le Japon seulement.
- Troublegum (1994)
- Infernal Love (1995)
- Semi-Detached (1998)
- Suicide Pact - You First (1999)
- So Much for the Ten Year Plan - A Retrospective 1990-2000 (2000)
- Shameless (2001)
- High Anxiety (2003)
- Never Apologise Never Explain (2004)
- One Cure Fits All (2006)
- Music Through A Cheap Transistor: The BBC Sessions (2007)
- Crooked Timber (mars 2009)
- A Brief Crack of Light (2012)
- Disquiet (2015)
- Cleave (2018)
- Hard Cold Fire (2023)

### Vidéos
- Scopophobia (2003) - DVD live au Mandela Hall de Belfast.
- Gold collection (2007) - DVD des video clips officiels et promo.
- Webgig (2007) - une vidéo live en studio où le groupe a joué une série de chansons choisies par les fans. Cette vidéo a été téléchargeable à partir du site officiel.

### Autres Projets
- This is menace - F8 (2005) - Andy participe au projet collaboratif metalcore britannique This is menace. Il interprète la chanson "F8".
- JAAW - Supercluster (2023) - "Supergroupe" de metal post-industriel comprenant Andy Cairns (Therapy?), Jason Stoll (Mugstar, KLÄMP, Sex Swing), Wayne Adams (Death Pedals, Big Lad, Petbrick) and Adam Betts (Three Trapped Tigers, Goldie, Squarepusher).

## Matériel

### Guitares
- Gibson SG Standard et Studio, le modèle de prédilection de Andy qu'il utilise aussi bien en studio qu'en concert.
- Fender Telecaster, qu'il a utilisé sur Nurse.
- Fender Tele Deluxe, Suicide Pact-You First)
- Framus AK 1974
- Musicman (modèle Steve Morse ou Silhouette special).
- Epiphone électro-acoustique EJ-200.

### Ampli
- Marshall MP100s.
- Orange.
- Framus, tête Cobra Top, ampli 4x12" Cobra Box.

### Effets
- Boss. Andy est fidèle aux pédales d'effet Boss depuis qu'il a 17 ans.

## Anecdotes
- Grâce à la promotion de "Troublegum", Therapy? devient de plus en plus médiatisé et est autant invité dans des émissions de TV. À cette période et à chaque passage du groupe à la télévision, le frère d'Andy lui demandait un autographe.
- Andy a cassé pendant un concert sa Gibson SG Standard black qu'il a utilisé pour "Nowhere".
- L'écriture de « knives ». Au cours d'une séance de répétition, Fyfe travaillait sur un rythme de batterie. À ce moment-là Andy avait pris des acides. Le travail de Fyfe a inspiré Andy qui a pris sa guitare et a commencé à jouer. C'est de cette façon que l'écriture de "knives" s'est déroulé.